# Liébana

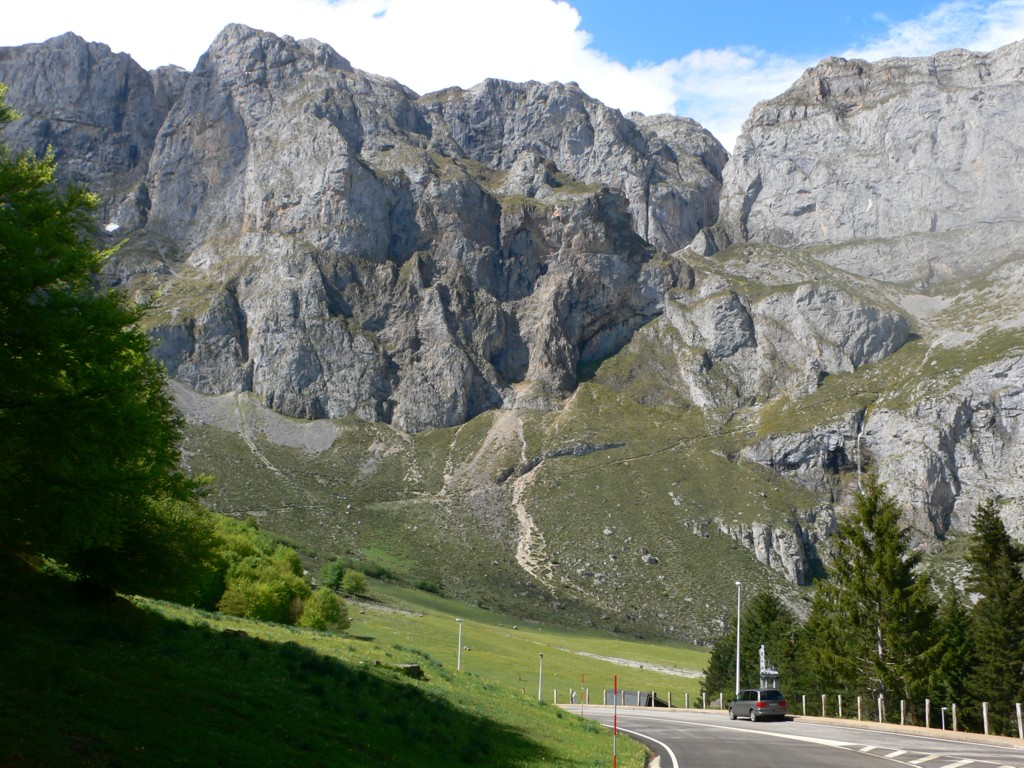
Paisagem em Fuente Dé

Liébana ou La Liébana é uma comarca histórica do norte de Espanha, da província e comunidade autónoma da Cantábria. É constituída por sete municípios e a sede comarcal é Potes. Tem 574,8 km² e é uma das comarcas mais bem definidas da Cantábria em termos geográficos e culturais. Em 2021 tinha 5 228 habitantes. Apesar de já existir uma lei para a divisão em comarcas da Cantábria desde 1999, esta ainda não foi regulamentada, pelo que a comarca, como as restantes da comunidade autónoma, não tem carácter administrativo oficial.
A comarca limitada a norte pelas Astúrias e pelo  cântabro de Peñarrubia (na comarca de Saja-Nansa), a oeste e sul com Castela e Leão (província de Leão e de Palência, respetivamente) e a leste com os municípios e vales de Lamasón e Polaciones (também da comarca de Saja-Nansa).

## Municípios
| Município            | Área (km²) | População (2021) | Densidade (hab./km²) | Notas                                                                     |
| -------------------- | ---------- | ---------------- | -------------------- | ------------------------------------------------------------------------- |
| Cabezón de Liébana   | 81,4       | 580              | 7,1                  |                                                                           |
| Camaleño             | 161,1      | 956              | 5,9                  | Maior município em área                                                   |
| Cillorigo de Liébana | 104,5      | 1 299            | 12,4                 | É por ele que é feito o acesso à comarca                                  |
| Pesaguero            | 70,0       | 294              | 4,2                  | É um dos municípios mais isolados e despovoados de Liébana                |
| Potes                | 7,6        | 1 322            | 173,9                | Além de ser a sede comarcal, é o único núcleo realmente urbano da comarca |
| Tresviso             | 16,2       | 59               | 3,6                  | É o menos povoado e mais isolado                                          |
| Vega de Liébana      | 133,2      | 718              | 5,4                  | Segundo maior em área, mas com baixa densidade populacional               |

## Geografia
A comarca é uma região rural de difícil acesso, situada nas montanhas dos Picos da Europa, que ocupa uma grande cova entre vertentes escarpadas de calcário, o que faz dela a mais bem definida da Cantábria. Está muito isolada do resto da comunidade autónoma e o principal acesso é feito pela estrada N-621, a qual liga a província de Leão, a sul, passando pelo desfiladeiro de La Hermida, no vale do Deva, a sul, e a norte atravessa parte das Astúrias antes de voltar a entrar na Cantábria. É constituída por quatro vales (Valdebaró, Cereceda, Valdeprao e Cillorigo), que confluem em Potes. Os principais rios são o Deva, o Quiviesa e o Bullón.
O seu relevo escarpado é constituído principalmente por calcário do período Carbonífero, afetado por processos cársticos. No fundo dos vales surgem ardósias e arenitos.
A sua situação de grande vale fechado, com grandes diferenças de altitude e de encostas muíto íngremes, faz com que haja uma grande variedade de condições ambientais, que dão lugar a uma multitude de formações vegetais, nomeadamente azinheiras, sobreiros, faias, carvalhos-alvarinho, carvalhos-negral, pastagens e terras de cultivo. A região tem um microclima, de características mais mediterrânicas do que o resto da Cantábria, onde o clima é de tipo atlântico. O clima de Liébana é mediterrânico no fundo dos vales, torna-se progressivamente atlântico húmido à medida que se sobe, alcançando características subalpinas no cimos elevados dos Picos da Europa. As temperaturas médias anuais são 28 °C para as máximas e 8 °C para as mínimas. Chove menos do que noutras zonas da Catntábria (800 m anuais em vez dos 1 000–1 200 mm).

## História
A menção mais antiga a Potes data de 847. Um século depois, há registo de que a vila estava dependente do Mosteiro de São Turíbio de Liébana. Em finais do século XII e início do século XIII figuram como senhorios de Liébana vários membros da Casa de Girón [es]: Rodrigo Gutiérrez Girón (m. 1193), Gonçalo Rodríguez Girón (m. 1231) e Rodrigo González Girón [es] (m. 1256). Gonçalo deve ter sido o senhor mais poderoso da zona, pois  também as tenências de Monzón, La Pernía, Gatón de Campos, Herrín de Campos, Peñas Negras, Cervera, Guardo e metade da importante tenência de Carrión, além de ter sido proprietário de vários outros lugares. No final do século XIV, o rei João I de Castela outorgou o senhorio de Liébana ao seu primo João Teles de Castela [es], senhor de Aguilar de Campoo e filho do infante Telo de Castela [es].
Em meados do século XV, a posse do senhorio de Liébana deu origem a uma das frequentes guerras nobiliárias daquele tempo e, posteriormente, a um prolongado litígio judicial entre os marqueses de Aguilar de Campoo [es], herdeiros de João Teles de Castela, e os sucessores do segundo marido da sua esposa, Leonor da Vega (1365–1432), os duques do Infantado da Casa de Mendoza. O pleito terminou em 1576, quando os tribunais se pronuciaram a favor dos últimos, que tiveram a posse da região até ao fim do regime senhorial no século XIX.
Na Idade Moderna, a região foi chamada "Província de Liébana" e foi governada por um corregedor e juntas de província, em certa medida com algum nível de autogoverno. Em 1778 essas juntas foram cofundadoras da Província da Cantábria [es] Entre 1785 e 1833 essa província fez parte da Intendência de Burgos [es], antecessora da atual província de Burgos.
Em 1934, forças esquerdistas assaltaram o quartel da Guarda Civil de Potes durante a Revolução de outubro 1934, detendo os guardas e formando um comité revolucionário, até que, ante o avanço de forças governamentais pelo desfiladeiro de La Hermida, se viram forçados a fugir para as montanhas.

### Mosteiros

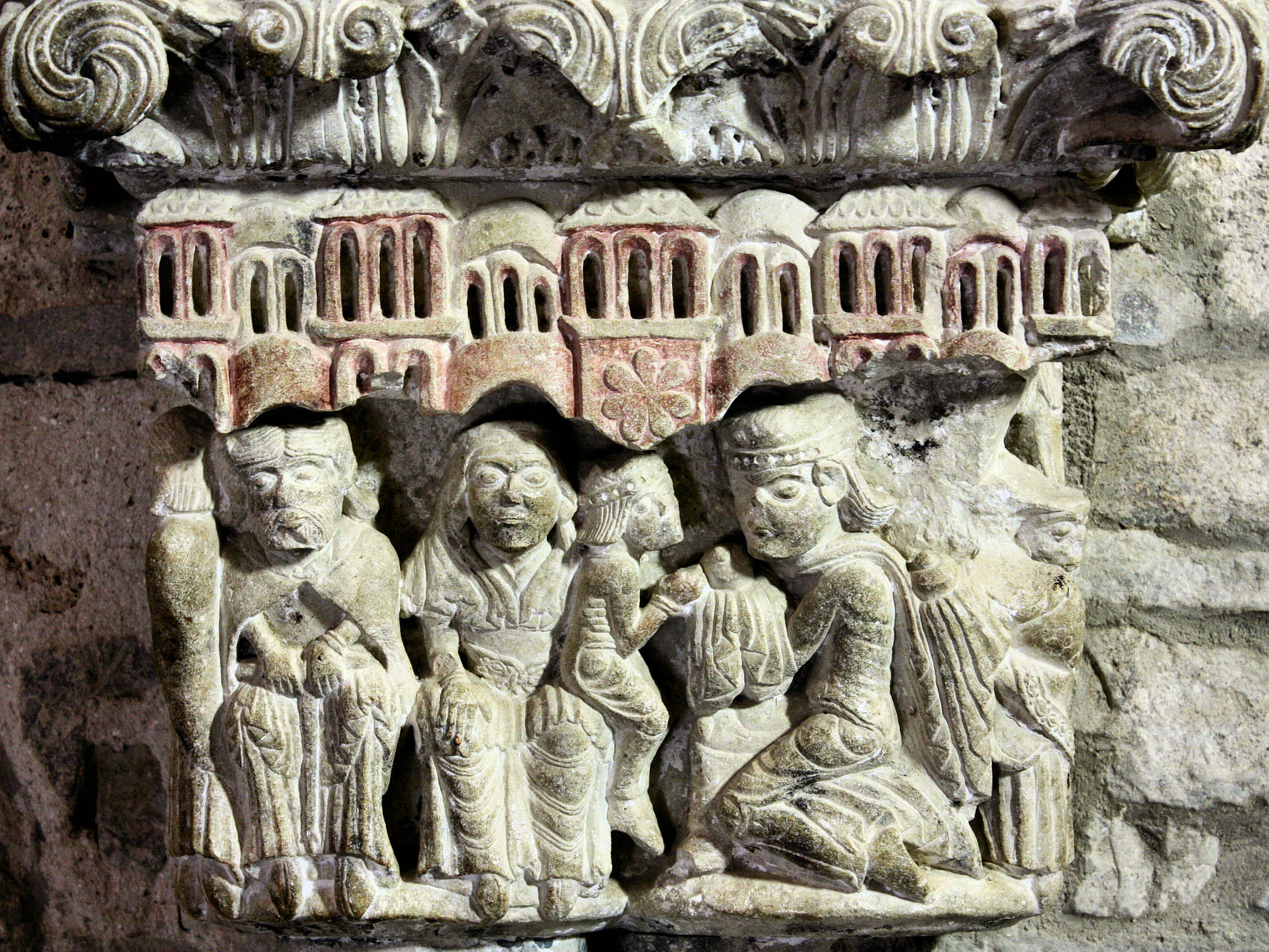
Capitel esculpido na antiga colegiada de Santa Maria em Piasca

Há registo da existência de mosteiros em Liébana desde o século VIII, uma consequência da chegada de cristãos da Meseta Central ibérica durante o repovoamento impulsionado por Afonso I das Astúrias, após a expulsão dos muçulmanos. Foram criados mais de uma dezena de cenóbios no território da comarca, entre os quais se destaca o de São Martinho de Turieno, que mais tarde foi rebatizado  Mosteiro de São Turíbio de Liébana.
Dessas primeiros assentamentos monásticos estão documentados os de São Salvador de Vileña, na serra de Villeña, entre Pembes e Cosgaya, no município de Camaleño, já perto de Fuente Dé; Santa Maria em Cosgaya; São Facundo e São Primitivo em Tanarrio; São Salvador de Osina; São Pedro de Vión; Santa Maria de Baró, São Paulo e São Pedro de Naroba; Santo Adriano e Natália de Sionda em Argüébanes; Santa Maria de Naranco; Santo Estêvão de Mesaina em Mieres; e Santa Leocádia de Cebes.
No século X foram fundados os mosteiros de Santiago em Colio, São Vicente em Potes, São Julião em Congarna e o de Santa Eulália em Lon. No mesmo século destacou-se o Real Mosteiro de São João de Naranco, situado no sopé da Peña Vieja, que é mencionado pela primeira vez em 932. A maioria destes mosteiros tiveram uma existência efémera e pouca importância, tendo sido rapidamente absorvidos pelo crescimento do de São Turíbio de Liébana e, ainda no século X, pelo de  Santa Maria de Piasca.

## Economia
A economia da região, tradicional baseada no setor primário, é atualmente baseada no turismo rural, devido à sua importância paisagística e à popularidade do Parque Nacional dos Picos da Europa, em cujo território se encontram os municípios de Camaleño, Cillorigo de Liébana e Tresviso. No entanto, o turismo concentra-se quase exclusivamente na localidade de Potes, pelo que o crescimento populacional ali verificado nos últimos anos não ocorre nas outras localidades, que têm taxas de crescimento demográfico negativas. Além do turismo, o setor primário continua a ser importante na economia local, especialmente o cultivo de vinha para produção de vinho e orujo bem como a produção hortofrutícola. Praticamente não há indústrias na comarca.